# Cyklopropyl

Chemická struktura cyklopropylové skupiny

Cyklopropyl je funkční skupina se sumárním vzorcem C3H5 odvozená od cyklopropanu odštepením jednoho atomu vodíku. Objevuje se v cykloadičních a přesmykových reakcích cyklopropanu. Každý ze tří atomů uhlíku je zde vázán jednoduchými vazbami na zbylé dva.